# Sigujana
Sigujana (zm. 1816) – członek zuluskiego rodu panującego.
Był synem Senzangakony i jego głównej małżonki. Wyznaczony przez ojca na kolejnego wodza plemienia Zulu, po jego śmierci został zamordowany z inicjatywy Czaki.